# 善变鹅观草
善变鹅观草（学名：Roegneria hirsuta var. variabilis）为禾本科鹅观草属下的一个变种。

## 扩展阅读
- 維基物種上的相關：善变鹅观草